# Гасперина
Гасперина, Ґасперина (італ. Gasperina, сиц. Gasperina) — муніципалітет в Італії, у регіоні Калабрія,  провінція Катандзаро.
Гасперина розташована на відстані близько 490 км на південний схід від Рима, 21 км на південний захід від Катандзаро.
Населення — 2139 осіб (2014).
Щорічний фестиваль відбувається 6 серпня. Покровитель — Sant'Innocenzo Martire.

## Демографія
Населення за роками:

Станом на 1 січня 2023 року в муніципалітеті офіційно проживало 79 іноземців з 19 країн, серед них 20 громадян країн Євросоюзу та 1 громадянин України.

## Сусідні муніципалітети
- Монтауро
- Монтепаоне
- Палерміті